# Ivan Vassiliev
Ivan Vasiliev és un ballarí rus, des del 2009 és el primer solista del Ballet del Teatre Bolxoi de Moscou. Va néixer el 1989 a Vladivostok.
Es va graduar el 2006 a l'Escola Coreogràfica Estatal de Belarús i va entrar com a primer ballarí al Ballet Bolshoi del Teatre Nacional de Belarús.
Ha fet primers papers en ballets com Don Quixot, Le Corsaire, i Spartacus. Ha participat en gires per tot Europa. El juliol de 2009 va ballar al Gran Teatre del Liceu a Barcelona.
Compensa la seva joventut i la seva alçada d'1,75 m (migrada per al típic ballarí clàssic) amb els seus espectaculars salts i la seva potència física, fins a un punt que se l'ha comparat amb Mikhail Baryshnikov,.